# Massy (Essonne)
Massy – miejscowość i gmina we Francji, w regionie Île-de-France, w departamencie Essonne.
Według danych na rok 1990 gminę zamieszkiwały 43 006 osoby, a gęstość zaludnienia wynosiła 4560osób/km² (wśród 1287 gmin regionu Île-de-France Massy plasuje się na 51. miejscu pod względem liczby ludności, natomiast pod względem powierzchni na miejscu 407.).

## Współpraca
- Ascoli Piceno, Włochy
- Faro, Portugalia
- Hydra, Grecja
- Kajaani, Finlandia
- L'Hospitalet de Llobregat, Hiszpania
- Nyíregyháza, Węgry